# Oswald Veblen
Oswald Veblen (Decorah, 24 giugno 1880 – Brooklin, 10 agosto 1960) è stato un matematico statunitense noto per i suoi contributi alla geometria e alla topologia i quali trovarono applicazione nella fisica atomica e nella teoria della relatività.
A lui inoltre si deve la dimostrazione del teorema della curva di Jordan nel 1905.

## Biografia
Veblen frequentò le scuole di Iowa City; successivamente compì i suoi primi studi universitari presso la University of Iowa, dove ottenne un A.B. nel 1898, e presso la Harvard University, dove conseguì un secondo B.A. nel 1900.  Successivamente compì gli studi del livello graduate in matematica presso la University of Chicago, dove ottenne un Ph.D. nel 1903 difendendo una dissertazione dal titolo A System of Axioms for Geometry scritta sotto la supervisione di Eliakim Hastings Moore. 
Veblen ha insegnato matematica alla Princeton University dal 1905 al 1932.  Nel 1926 è stato nominato Henry B. Fine Professor of Mathematics. 
Nel 1932 ha contribuito ad organizzare l'Institute for Advanced Study a Princeton, lasciando la sua cattedra quello stesso anno per diventare il primo professore dell'appena costituito Istituto. Mantenne la cattedra presso l'IAS fino alla sua nomina a professore emerito nel 1950. 
È stato socio straniero dell'Accademia nazionale dei Lincei dal 1947.
Dopo la sua morte l'American Mathematical Society ha istituito un premio chiamato Oswald Veblen Prize in Geometry che viene assegnato ogni tre anni e che è il premio più prestigioso in riconoscimento delle ricerche avanzate in geometria.

## Risultati
Durante la sua carriera Veblen ha dato importanti contributi in topologia, in geometria proiettiva e in geometria differenziale; alcuni dei suoi contributi sono stati importanti per la fisica moderna. Egli ha introdotto le funzioni di Veblen di ordinali e ha utilizzato una loro estensione per definire gli ordinali di Veblen piccoli e grandi. Egli è stato coinvolto nel corso della seconda guerra mondiale nella supervisione del lavoro che ha prodotto ENIAC, il modello pionieristico di calcolatore elettronico digitale. Inoltre ha pubblicato un articolo sulla congettura dei quattro colori nel 1912.

## Libri di Oswald Veblen
- Projective geometry con John Wesley Young (Ginn and co.,  1910-1918)
- Introduction to infinitesimal analysis; functions of one real variable con N. J. Lennes (John Wiley & Sons, 1907)
- Analysis situs, 1922 (2ª ed., New York, 1931).
- Invariants of quadratic differential forms, Cambridge, 1927.
- The foundations of differential geometry (con John Henry Constantine Whitehead), 1932.
- Projective Relativitätstheorie, 1933.

## Famiglia
Era suo zio il Thorstein Veblen, noto economista e sociologo. Nel 1908, Oswald Veblen sposò Elizabeth Richardson, sorella del fisico britannico Owen Willans Richardson e cognata del fisico americano Clinton Joseph Davisson, entrambi destinatari del premio Nobel (nel 1928 il primo e nel 1937 il secondo)
.